# Bistum Portland
Das in den USA gelegene Bistum Portland (lateinisch Dioecesis Portlandensis, englisch Diocese of Portland) ist eine Diözese der römisch-katholischen Kirche. Es wurde am 29. Juli 1850 von Papst Pius IX. aus Gebieten des Bistums Boston herausgelöst und als eigenständiges Bistum innerhalb der Kirchenprovinz Baltimore gegründet. Es umfasst den Staat Maine und hat seinen Sitz in Portland.

## Bischöfe von Portland
- David William Bacon (1855–1874)
- James Augustine Healy (1875–1900)
- William Henry O’Connell (1901–1906, dann Koadjutorerzbischof von Boston)
- Louis Sebastian Walsh (1906–1924)
- John Gregory Murray (1925–1931, dann Erzbischof von Saint Paul)
- Joseph Edward McCarthy (1932–1955)
- Daniel Joseph Feeney (1955–1969)
- Peter Leo Gerety (1969–1974, dann Erzbischof von Newark)
- Edward Cornelius O’Leary (1974–1988)
- Joseph John Gerry OSB (1988–2004)
- Richard Malone (2004–2012, dann Bischof von Buffalo)
- Robert Deeley (2013–2024)
- James Ruggieri (seit 2024)

## Weblinks

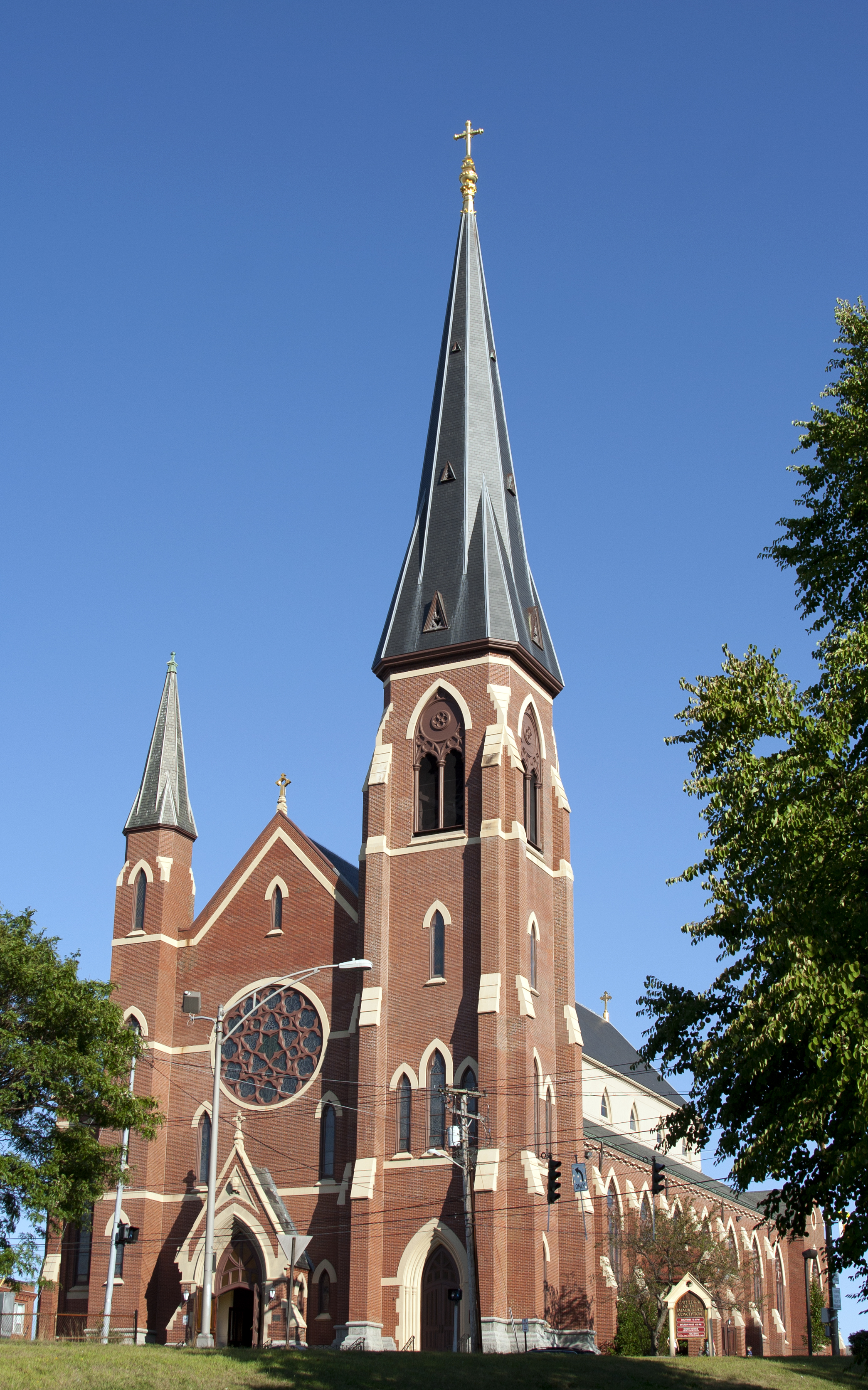
Kathedrale Immaculate Conception in Portland